# Фурчи Сикуло
Фу̀рчи Сѝкуло (на италиански: Furci Siculo; на сицилиански: Fucci, Фурчи) е малко морско курортно градче и община в Южна Италия, провинция Месина, автономен регион и остров Сицилия. Разположено е на брега на Йонийско море, на месинския пролив. Населението на общината е 3382 души (към 2011 г.).